# 埃斯希巴赫河 (敘爾茨河支流)
50°56′46″N 7°13′07″E / 50.94611892°N 7.21848696°E

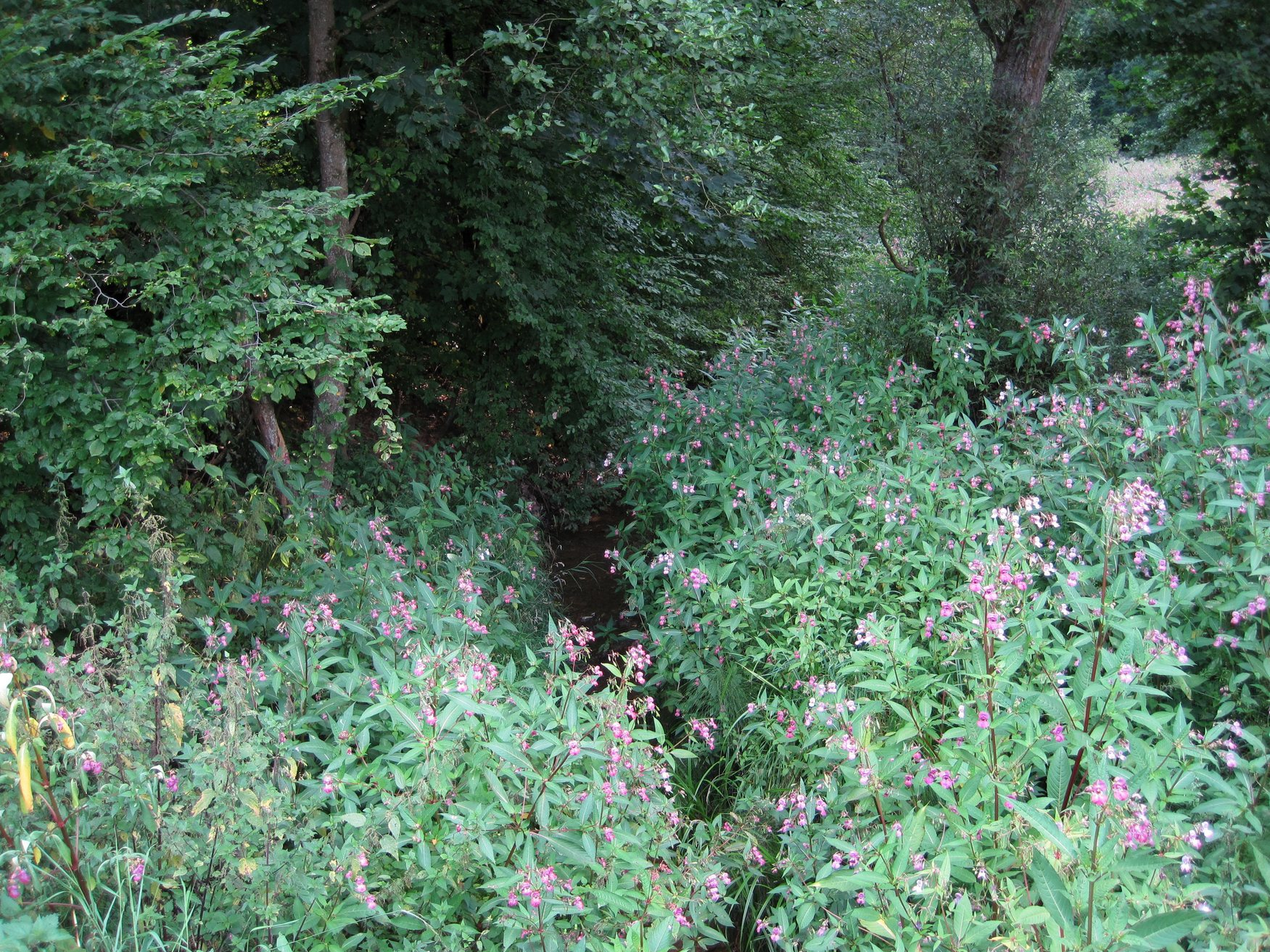

埃斯希巴赫河（德語：Eschbach），是德國的河流，位於該國西部，流經北萊茵-威斯特法倫州，屬於敘爾茨河的支流，河道全長2.5公里，河畔城鎮有貝吉施格拉德巴赫和奧費拉特。